# Iglesia de San Pedro (Aixirivall)
La iglesia de San Pedro de Aixirivall está situada en el pueblo de Aixirivall, en la parroquia de San Julián de Loria, Andorra. Es una iglesia barroca de tradición románica, a pesar de haber sido construida entre los siglos XVII y XVIII.

## Descripción
Tiene planta rectangular, adaptada a la pendiente de la montaña. La nave está cubierta con cerchas de madera. El campanario es de espadaña con ventanal de medio punto. En el interior de la iglesia se conserva un retablo barroco dedicado a San Pedro.